# 268

268(이백육십팔)은 267보다 크고 269보다 작은 자연수다.

## 수학
- 합성수로, 그 약수는 1, 2, 4, 67, 134, 268이다. 진약수의 합은 208이므로, 268은 부족수다.
- 18번째 불가촉수다. 앞의 불가촉수는 262, 다음은 276이다.
- {\displaystyle 268=131+137}
  - 연속하는 두 소수(素數)의 합으로 나타낼 수 있으며, 이 성질을 지닌 앞의 수는 258, 다음 수는 276이다.
- {\displaystyle 29^{3}-1}은 268로 나누어떨어진다.

## 과학
- NGC 268(영어판): 고래자리 방향에 있는 나선은하.

## 교통
- 일본 268번 국도(일본어판): 구마모토현 미나마타시에서 미야자키현 미야자키시까지 이어지는 일본의 국도.
- 현도 제268호선

## 군사
- U-268(영어판, 독일어판): 제2차 세계 대전에 사용된 나치 독일의 군용 잠수함.

## 문화유산
- 대한민국의 국보 제268호: 초조본 아비담비파사론 권11, 17
- 대한민국의 보물 제268호: 분청사기 상감연화문 편병
- 대한민국의 사적 제268호: 연천 전곡리 유적

## 방송
- 지니 TV의 채널액션 채널 번호.
- B tv의 국악방송 채널 번호.

## 기타
- 연도: 268년, 기원전 268년